# FK Vitosha Bistritsa
Maillots
Le Futbolen Klub Vitosha Bistritsa (en bulgare : Футболен Клуб Витоша Бистрица), plus couramment abrégé en Vitosha Bistritsa, est un club bulgare de football fondé en 1958 et basé dans la ville de Bistritsa.

## Histoire
Fondé en 1958, le club évolue dans un premier temps dans les divisions régionales de la région de Sofia. Il découvre les divisions nationales lors de sa promotion en troisième division en 2007.
Le Vitosha évolue dans le troisième échelon durant six années avant d'être promu en deuxième division à l'issue de la saison 2012-2013 en tant que deuxième du groupe Sud-Ouest. Son passage est cependant bref avec une relégation immédiate dès la saison suivante. Après deux nouvelles saisons au troisième échelon, le club enchaîne deux promotions successives, terminant deuxième de troisième division en 2015-2016 puis troisième de deuxième division la saison suivante, lui permettant de disputer un barrage de promotion face au Neftochimic Burgas remporté sur le score de 1-0 et au club de découvrir la première division pour la première fois de son histoire.
Le premier ministre bulgare Boïko Borissov fait partie de l'effectif du club en tant que joueur amateur et évolue occasionnellement avec celui-ci,.

## Personnalités du club

### Présidents du club
- Slavcho Galev
- Sergey Tashkov

### Entraîneurs du club
| - Yasin Mishaui (2007 - 2014) - Nikolay Todorov (2014) - Borislav Georgiev (2014 - 2015) - Kostadin Angelov (2015 - 2018) |  | - Rosen Kirilov (2018 - 2019) - Engibar Engibarov (2019) - Asen Bukarev (2019 - ) |